# カナディアン航空機爆破事件
カナディアン航空機爆破事件（カナディアンこうくうきばくはじけん）とは、1949年9月9日にカナダ・ケベック州で発生した生命保険金目的で旅客機を爆破した航空テロ事件である。別名をケベック航空機爆破事件もしくはアルベール・ガイ事件とも言う。
犯人3名は主犯の妻を含む23名の生命を奪い、死刑に処された。

## 事件の概要
1949年9月9日、カナダ太平洋航空のDC-3（機体記号CF-CUA）は、モントリオールからベーコモーに向かう便として運航中であった。経由地であるケベックを現地時間午前10時25分に離陸したが、およそ20分後にセント・ヨアヒム近郊のセントローレンス川上空で機体前部の荷物置き場が爆発し、操縦乗員が死亡もしくは意識喪失したために、操縦不能になり急降下した。最終的にソール･オ・コーションという村近郊の森に墜落した。墜落現場で新たな火災は発生しなかったが、この墜落により乗員4名、乗客19名の全員が犠牲となった。犯人には川底に証拠を沈めたいという魂胆があったが、被害にあった便はフライト・プランよりも5分遅れで運航していたため、川ではなく森に墜落した。
なお、この事件に言及した邦訳本のなかには、事故機の所属会社をケベック航空とした表記もあるが、これは当時ケベックにおいてカナダ太平洋航空が使用していた名称である。

## 事件の背景
事件が起きた1949年5月にはフィリピンでも時限爆弾によってDC-3が爆破される事件があったが、このカナダの事件も同様のものであった。
捜査当局は貨物の記録から、アルフレッド・ブルッフという実在しない人物へ宛てた重さ12キログラムの不審な荷物を発見し、そこから荷物を発送したマルグリート・ピトレという中年女性を割り出した。彼女の身辺を洗った警察は、妻のリタが乗客のひとりとして事故機に搭乗していたケベック・シティー在住の宝石商ジョゼフ・アルベール・ガイ（1917年生まれ）に行き着き、慎重に捜査を行なった結果、事件の主犯と断定し、ガイを逮捕した。また共犯としてマルグリートと爆弾を製造した彼女の弟で時計職人のジェネーロ・リュエスも逮捕された。
アルベール・ガイは妻がありながらマリー・アン・ロビターユという愛人と三角関係になっていたが、カトリック教徒であり当時は離婚はほぼ不可能であった。そのため三角関係の解消と妻にかけた生命保険金10,000カナダドルを目的に旅客機爆破を計画し、知人であるマルグリートとジェネーロの姉弟を引き込んだ。
爆弾は目覚まし時計とダイナマイトと乾電池で構成されていた。ガイに命令されて爆弾を仕掛けたマルグリートは、時限爆弾ではなく木像だと聞かされていたと裁判で主張したが、認められることは無かった。また彼女は事件後自殺を図ったが未遂に終わっている。

## 最期
アルベール・ガイは事件の2週間後に逮捕され、裁判で死刑が宣告され、1951年1月12日に処刑された（33歳）。彼は最後の一言としてフランス語で「私はちょっとした有名人として死ねる」と言い残したといわれる。
なお、共犯であった2人のうちの一人、マルグリート・ピトレは1953年1月9日に処刑されたが、彼女はカナダで刑事処分で処刑された13番目かつ最後の女性であった（カナダはその後、死刑制度を廃止したため）。また、もう片方の共犯者であったリュエスは、1952年7月25日に処刑された。結核によって骨が侵され歩行困難であったため、車椅子で絞首台に連れて行かれたという。